# اسکلروتراپی

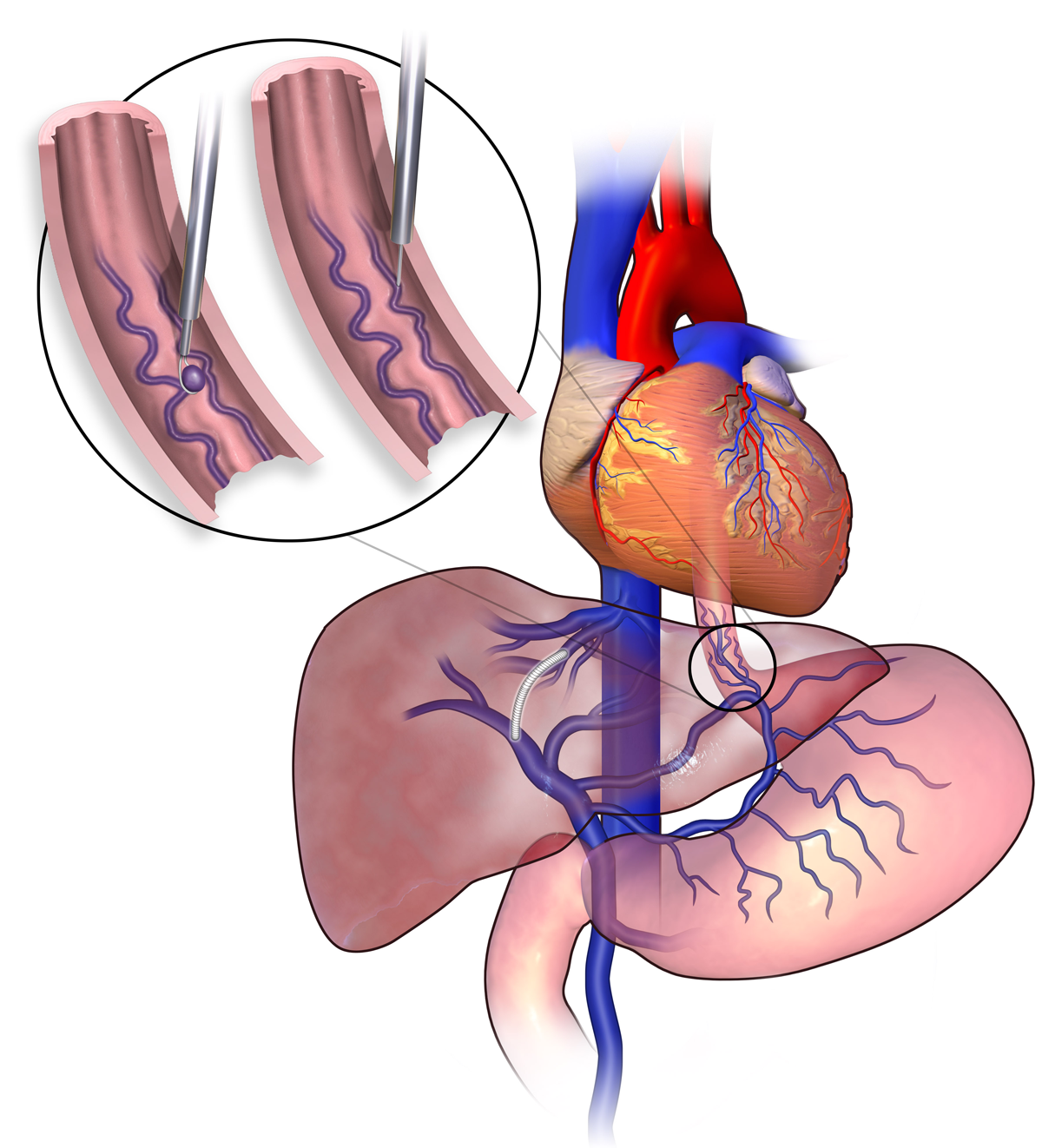
اسکلروتراپی

اسکلروتراپی (به انگلیسی: Sclerotherapy) (این واژه منعکس کننده یونانی skleros به معنی سخت است) روشی است که برای درمان ناهنجاری عروق خونی (ناهنجاری عروقی) و همچنین ناهنجاری‌های دستگاه لنفاوی استفاده می‌شود. دارویی به داخل رگ‌ها تزریق می‌شود و باعث کوچک شدن آنها می‌شود. این روش برای کودکان و بزرگسالان مبتلا به ناهنجاری عروقی یا لنفاوی کاربرد دارد. در بزرگسالان، اسکلروتراپی اغلب برای درمان گشادشدگی مویرگ‌ها، رگ‌های واریسی کوچکتر، بواسیر و هیدروسل به کار می‌رود.
اسکلروتراپی یک روش درمانی (همراه با جراحی، فرکانس رادیویی و کند و سوز لیزری) برای درمان رگ‌های عنکبوتی، گاهی رگ‌های واریسی و ناهنجاری‌های وریدی است. برای تجسم کامل سیاهرگها، از سونوگرافی اسکلروتراپی، سونوگرافی هدایت شده استفاده می‌شود، بنابراین پزشک می‌تواند دقت و نظارت بهتری بر تزریق داشته باشد. در حقیقت اسکلروتراپی اغلب پس از تشخیص ناهنجاری‌های وریدی با سونوگرافی دوبلکس، تحت هدایت سونوگرافی انجام می‌شود. اسکلروتراپی تحت هدایت سونوگرافی و با استفاده از مواد صاف کننده میکرو فوم نشان داده شده‌است تا در کنترل ریفلاکس از اتصالات صافن-فمورال و صافن-پوپلتئال مؤثر باشد. با این حال، برخی از نویسندگان مقالات علمی بر این باورند که اسکلروتراپی برای رگهای دارای ریفلاکس بزرگ، یا برای رگهایی که ریفلاکس محوری دارند مناسب نیست. این امر به دلیل ظهور فناوری‌های جدیدتر از جمله لیزر و فرکانس رادیویی است که اثربخشی بالاتری نسبت به اسکلروتراپی برای درمان این وریدها دارند.

## جنبه‌های تاریخی
بیش از ۱۵۰ سال است که اسکلروتراپی در درمان رگهای عنکبوتی و گاهی واریس استفاده می‌شود. همانند جراحی واریس، تکنیک‌های اسکلروتراپی در این مدت پیشرفت داشته‌است. تکنیک‌های مدرن از جمله راهنمایی با استفاده از سونوگرافی و کف اسکلروتراپی، آخرین پیشرفت در این تکامل است.
اولین تلاش گزارش شده برای اسکلروتراپی توسط دکتر زولیکوفر(D Zollikofer) در سوئیس، ۱۶۸۲ بود که برای القای تشکیل لخته خون (ترومبوز) اسید را به داخل ورید تزریق کرد. دبوت (Debout) و کاساسیونیک (Cassaignaic) عملکرد موفقیت‌آمیزی را در درمان رگهای واریسی با تزریق پرکلرات آهن در سال ۱۸۵۳ گزارش کردند. دیس گرنگس (Desgranges) در سال ۱۸۵۴ با تزریق ید و تانن به وریدها ۱۶ مورد از واریس را درمان کرد. این تقریباً ۱۲ سال پس از ظهور احتمالی سلب سیاهرگ صافن بزرگ صافنوس در سال ۱۸۴۴ توسط مادلونگ بود. با این حال، به دلیل میزان بالای عوارض جانبی با داروهای مورد استفاده در آن زمان، اسکلروتراپی عملاً تا سال ۱۸۹۴ کنار گذاشته شد. با بهبود تکنیک‌های جراحی و بیهوشی در آن زمان، استریپینگ به یک درمانی انتخابی تبدیل شد.
در اوایل قرن بیستم کار بر روی مواد جایگزین ادامه یافت. در آن زمان اسید کربولیک و پرکلرات جیوه مورد آزمایش قرار گرفت و در حالی که اینها تأثیری در از بین بردن رگهای واریسی نشان می‌داد، اما عوارض جانبی باعث ترک آنها شد. پروفسور سیکارد و سایر پزشکان فرانسوی در طول جنگ جهانی اول و بعد از آن از کربنات سدیم و سپس سدیم سالیسیلات استفاده کردند. در اوایل قرن بیستم نیز از کینین با تأثیری مشابه استفاده شد. در آن زمان در کتاب کاپلسون، استفاده از سالیسیلات سدیم یا کینین به عنوان بهترین گزینه‌های ماده اسکلروزانت بود.
کارهای بیشتری در زمینه بهبود تکنیک و توسعه مواد ایمن تر و موثرتر تا دهه ۱۹۴۰ و ۱۹۵۰ ادامه داشت. از مهم‌ترین دست‌آوردها تولید سدیم تترادسیل سولفات (STS) در سال ۱۹۴۶ بود، محصولی که تا امروز نیز به‌طور گسترده مورد استفاده قرار گرفته‌است. جورج فگان در دهه ۱۹۶۰ گزارش کرد که بیش از ۱۳۰۰۰ بیمار مبتلا به اسکلوتراپی را با تمرکز بر روی فیبروز ورید به جای ترومبوز، با تمرکز بر کنترل نقاط قابل توجهی از رفلاکس و تأکید بر اهمیت فشرده سازی پا، مداوا کرده و این روش را به‌طور قابل توجهی پیشرفت داده‌است. در آن زمان این روش در اروپا از نظر پزشکی پذیرفته شد. با این حال، در انگلستان یا ایالات متحده آمریکا این مسئله چندان قابل درک و قبول نبود، وضعیتی که تاکنون در میان برخی از بخش‌های جامعه پزشکی ادامه دارد.
پیشرفت عمده بعدی در تکامل اسکلروتراپی ظهور سونوگرافی فراصوتی داپلر در دهه ۱۹۸۰ و استفاده از آن در عمل اسکلروتراپی در اواخر آن دهه بود. نایت مدافع اولیه این روش جدید بود و آن را در چندین کنفرانس در اروپا و ایالات متحده ارائه داد. مقاله تیبو اولین مقاله در این زمینه بود که در یک ژورنال پزشکی مورد بررسی قرار گرفت.
کار کابرا (Cabrera) و مونفرو (Monfreaux) در استفاده از کف اسکلروتراپی همراه با «روش ضربه ۳ طرفه» انقلابی در واریس رگ‌های بزرگ با اسکلروتراپی ایجاد کرد. این مورد اکنون توسط وایتلی و پاتل بهبود یافته‌است، تا از ۳ سرنگ غیر سیلیکونی برای کف با دوام بیشتر استفاده شود.

## مواد و روش‌ها
تزریق به وریدهای ناخواسته با محلول اسکلروزان کننده باعث می‌شود که ورید هدف بلافاصله کوچک شده و سپس در طی چند هفته حل شود زیرا بدن به‌طور طبیعی ورید تحت درمان را جذب می‌کند. اسکلروتراپی یک روش غیرتهاجمی است که فقط ۱۰ دقیقه برای انجام زمان می‌خواهد. تخریب بافتی در مقایسه با جراحی تهاجمی واریس، بسیار کم است.
اسکلروتراپی «استاندارد طلایی» است و برای از بین بردن رگ‌های بزرگ عنکبوتی (telangiectasiae) و برای رگ‌های واریسی کوچکتر پا از لیزر ترجیح داده می‌شود. برخلاف درمان لیزری، محلول اسکلروزان علاوه بر تخریب رگ اصلی «رگهای تغذیه کننده» زیر پوست را که باعث تشکیل رگهای عنکبوت می‌شوند را مصدود می‌کند، در نتیجه احتمال تشکیل مجدد رگ‌های عنکبوت در ناحیه تحت درمان را کمتر می‌کند. چندین تزریق اسکلروزانت رقیق به وریدهای سطح غیرطبیعی پای درگیر تزریق می‌شود. سپس پای بیمار معمولاً به مدت یک هفته پس از درمان با جوراب یا بانداژ فشرده می‌شود. همچنین بیماران باید در آن مدت مرتباً راه بروند. در این روش بیمار نیاز به حداقل دو جلسه درمانی دارد که به فاصله چندین هفته از هم انجام می‌شود تا رگ‌های پا را به‌طور قابل توجهی بهبود بخشد.
اسکلروتراپی همچنین می‌تواند با استفاده از اسکرولاسان‌های میکرو فوم تحت هدایت سونوگرافی برای درمان رگ‌های واریسی بزرگتر، از جمله رگ‌های واریسی بزرگ و کوچک انجام شود. پس از ایجاد نقشه رگ‌های واریسی بیمار، با استفاده از سونوگرافی، به این رگ، ها تزریق می‌شود و نظارت بر تزریق‌ها به صورت هم‌زمان انجام می‌شود، همچنین با استفاده از سونوگرافی. اسکلروسانت می‌توان داخل ورید را مشاهده کرد و تزریقات بعدی را انجام داد تا همه رگهای غیرطبیعی تحت درمان قرار گیرند. از اسکن‌های سونوگرافی برای پیگیری درمان و تأیید بسته شدن رگهای تحت درمان استفاده می‌شود و باقیمانده رگهای واریسی قابل شناسایی و درمان است.

## اسکلروتراپی فوم
اسکلروتراپی با فوم روشی است که شامل تزریق «داروهای اسکلروسانتی کف» (به انگلیسی: foamed sclerosant drugs) در رگ خونی با استفاده از یک جفت سرنگ است - یکی با اسکلروسانت در آن و دیگری با گاز (در اصل هوا). روش اصلی تساری (Tessari) اکنون با اصلاح Whiteley-Patel که از ۳ سرنگ استفاده می‌کند، همه بدون سیلیکون اصلاح شده‌است. داروهای اسکلروسانت (سدیم تترادسیل سولفات یا پلی دکانول) با هوا یا گاز فیزیولوژیکی (دی‌اکسید کربن) در یک سرنگ یا با استفاده از پمپ‌های مکانیکی مخلوط می‌شوند. این باعث افزایش سطح تماس دارو می‌شود. دارو فوم اسکلروزان مؤثر تری از حالت مایع در ایجاد اسکلروز دارد بنابراین اجتناب از رقیق سازی دارو و ایجاد حداکثر عملکرد اسکلروسانتیس هدف مناسبی است. به‌خصوص برای رگ‌های بزرگتر مفید است. متخصصان فوم اسکلروتراپی «خمیر دندان» مانند کف غلیظ برای تزریق ایجاد کرده‌اند، که انقلابی در درمان غیر جراحی رگهای واریسی و ناهنجاری‌های وریدی از جمله سندرم کلیپل ترناونای ایجاد کرده‌است.

## ارزیابی‌های بالینی
یک مطالعه توسط کانتر و تیبو در سال ۱۹۹۶ میزان موفقیت ۷۶٪ را در ۲۴ ماه در درمان ورید صافنوس با محلول ۳٪ STS گزارش کرد. پادبری و بنونیست دریافتند که اسکلروتراپی با هدایت سونوگرافی در کنترل ریفلاکس در ورید صافن کوچک مؤثر است. بارت و همکاران دریافت که اسکلروتراپی با سونوگرافی میکرو فوم «در درمان همه اندازه رگ‌های واریسی با رضایت بالای بیمار و بهبود کیفیت زندگی مؤثر است».
در بررسی بنیاد همیاری کاکرین نتیجه‌گیری شد که «شواهد از جایگاه فعلی اسکلروتراپی در مقابل عمل بالینی مدرن پشتیبانی می‌کند، که معمولاً به بازگشت رگ‌های واریسی و مویرگ‌ها پس از جراحی محدود می‌شود.» در دومین بررسی بنیاد همیاری کاکرین باهدف مقایسه جراحی با اسکلروتراپی نتیجه‌گیری نمود که اسکلروتراپی مزایای بیشتری نسبت به جراحی در کوتاه مدت دارد اما جراحی در بلند مدت منافع بیشتری دارد. اسکلروتراپی از نظر موفقیت درمانی، میزان عوارض و هزینه در یک سال پس از جراحی بهتر بود، اما جراحی بعد از ۵ سال بهتر بود. با این حال، شواهد از کیفیت خیلی خوبی برخوردار نبودند و تحقیقات بیشتری لازم است.
ارزیابی فناوری بهداشت نشان داد که اسکلروتراپی مزایای کمتری نسبت به عمل جراحی دارد، اما به احتمال زیاد در رگ‌های واریسی بدون ریفلاکس از اتصالات صافن-فمورال یا ساپنو-پوپلتیال مزیت کمی خواهد داشت. این مطالعه مزایای نسبی جراحی و اسکلروتراپی برای رگهای واریسی با ریفلاکس اتصال را مطالعه نکرده‌است.
در نشست اجماع اروپا در مورد فوم اسکلروتراپی در سال ۲۰۰۳ نتیجه‌گیری شد که «فوم اسکلروتراپی به یک پزشک ماهر اجازه می‌دهد تا رگ‌های بزرگتر از جمله اسفنوس ترانکس (saphenous trunks) را درمان کند». شایان ذکر است نتیجه دومین نشست اجماع اروپا در مورد فوم اسکلروتراپی در سال ۲۰۰۶ منتشر شده‌است.

## عوارض
عوارض، گرچه نادر است و شامل ترومبوز سیاهرگی، اختلالات بینایی، واکنش آلرژیک، ترومبوفلبیت، نکروز پوست و هایپرپیگمانتاسیون یا قرمزی ناحیه درمان است.
اگر اسکلروسانت به درستی به سیاهرگ تزریق شود، هیچ آسیبی به پوست اطراف آن وارد نمی‌کند، اما اگر به خارج از رگ تزریق شود، می‌توان باعث نکروز بافت و ایجاد زخم شود. نکروز پوست، هرچند نادر است، اما می‌تواند از نظر زیبایی «به‌طور بالقوه ویرانگر» باشد و بهبود آن ممکن است ماه‌ها طول بکشد. هر چند بسیار کم اتفاق می‌افتد که مقادیر کمی سدیم تترادسیل سدیم رقیق (0.25%) (STS) استفاده شود، اما در صورت استفاده از غلظت‌های بالاتر (۳٪) مشاهده شده‌است که ترشحات پوستی اغلب هنگام تزریق STS به داخل عروق (شاخه‌های کوچک شریان) اتفاق بیوفتد. ایجاد حفره تلژانژکتاتیک یا ایجاد سرخرگ‌های ریز غیرقابل پیش‌بینی است و معمولاً باید با تکرار اسکلروتراپی یا لیزر درمان شود.
بیشتر عوارض به دلیل واکنش شدید التهابی به ماده اسکلروتراپی در ناحیه اطراف ورید تزریق شده رخ می‌دهد. علاوه بر این، عوارض سیستمیک نیز وجود دارد که اکنون به‌طور فزاینده ای مشخص می‌شوند. این موارد هنگامی اتفاق می‌افتد که اسکلروسانت از طریق رگها به قلب، ریه و مغز منتقل شود. به تازگی گزارش‌هایی از سکته مغزی در هنگام درمان با کف اعلام شده‌است. اگرچه این گزارش‌ها مربوط به تزریق مقدار زیادی فوم است. همچنین این گزارش‌ها نشان داده‌است که حباب‌های حتی در تزریق مقدار کمی کف اسکلروزانت به وریدها به سرعت در قلب، ریه و مغز ظاهر می‌شوند. اهمیت این مسئله در این مرحله به‌طور کامل مشخص نشده‌است و مطالعات گسترده نشان می‌دهد که فوم اسکلروتراپی بی خطر است. اسکلروتراپی کاملاً مورد تأیید FDA در ایالات متحده آمریکا است.
موارد منع مصرف عبارتند از: بستری بودن بیمار، بیماری‌های شدید سیستمیک، درک ضعیف بیمار، فوبیای سوزن، امید به زندگی کوتاه، سرطان مرحله آخر، آلرژی شناخته شده به ماده اسکلروزان و درمان با تاموکسیفن.